# Вулиця Семашка (Маріуполь)
Ву́лиця Сема́шка — невелика вулиця в історичному районі Кальміуського району.

## Назва і розташування
Вулиця Семашка розташована в Кальміуському районі міста Маріуполь. Розташована на невеликій відстані від проспекту Бойка в північному напрямку і йде паралельно йому, хоча значно поступається проспекту власною довжиною.
Вулиця Семашка має всього шістсот десять (610) метрів довжини. Вулиця виникла стихійно і забудовувалась частинами в різні періоди історії міста. На сході межує з Іллічівською лікарнею, а на заході із сучасними спорудами управлінням заводу імені Ілліча. Обидва заклади, великий завод і лікарня, суттєво вплинули і на забудову вулиці, і на її історію, і на відсутність ділянок землі для її подальшого розвитку.
Невелика вулиця отримала назву на згадку про Миколу Семашка (1874–1949), радянського комуністичного діяча, більшовицького комісара охорони здоров'я з 1918 до 1930 року. Він не мав ніякого відношення до провінційної лікарні в приморському місті. Але більшовики оголосили, що історія починається з жовтневого перевороту 1917 р. Наявність лікарні, вибудованої задовго до перевороту 1917 року і зовсім не ними, була використана комуністичною владою для надання вулиці імені більшовицького комісара охорони здоров'я. 

## Історія

Школа за проектом архітектора В. О. Нільсена, 1912 р., нині ОШ № 21, Маріуполь.

Наприкінці 19 століття була забудована особняками і житловими будинками лише мала частина майбутньої вулиці зі сходу, що прилягала до лікарні. Почали забудовувати вулицю і з західного боку, де постав народний будинок культури для простих робітників заводу. Це був перший в Маріуполі подібний заклад, вибудований в стилі сецесія і відкритий для відвідин 1905 року.
Тут почали формувати за часів до перевороту 1917 р. невелике поселення, де були побудовані:
- перший в Маріуполі «Народний будинок» для дозвілля пролетаріату (відкритий 1905 року)[2],
- Варгановські казарми для робітників,
- церква Петра і Павла при заводі «Нікополь» (висвячена 1901 року)[2],
- особняк директора заводу,
- церква біля ринку (зруйнована),
- лютеранська церква (зруйнована),
- амбулаторія (відкрита 1897 року)
- лікарня,
- сквер (в поруйнованому стані),
- приватний кінотеатр(зник)
- церковна школа,
- Освітня школа при заводі «Нікополь», Маріуполь (1912—1914 рр., арх. Нільсен Віктор Олександрович, нині школа № 21[3])
- цвинтар зі склепами (нинішня вул. Заозерна (Маріуполь), склепи доби капіталізму знищені) тощо.

«Народний будинок» для дозвілля пролетаріату за часів СРСР перетворений на Будинок культури імені Карла Маркса. Порожня ділянка поряд з ним була забудована у передвоєнний період житловими будинками у чотири поверхи за проектом маріупольського архітектора М. Й. Нікаро-Карпенко . Саме тоді вулиця і отримала назву Семашка та набула вуличного вигляду на всьому її протязі. Неузгодженість розпланування в цьому районі відбилася тим, що вулиця, обмежена лікарнею і заводом, історичним сквером на півдні, Катерининською залізницею на півночі, остаточно втратила перспективи для подальшого розвитку.
Цегляні чотириповерхівки були спалені німецькими військами під час примусового відступу у 1943 році. Чотириповерхівки на вулиці Семашка були аврально відновлені в повоєнний період і відведені під житло. В будинку № 15 після пожежі 1943 року частково зберігся перший поверх. Його відремонтували і віддали під школу для дітлахів району. Школа там працювала до 1950 року, коли дітей перевели у відновлену після війни і пожежі споруду освітню школу № 21.
Неподалік (окрім старої лікарні) розташовані відома в районі аптека та оптика, редакція газети «Ильичевец», історичний сквер, Іллічівський ринок, залізнична платформа Заводська Площадка, старовинний цвинтар, шосе до передмість Волонтерівка, Сартана, Приморськ.